# Équipe d'Italie de hockey sur glace
Cet article traite de l'équipe masculine. Pour l'équipe féminine, voir Équipe d'Italie féminine de hockey sur glace.
L'équipe d'Italie de hockey sur glace représente la sélection nationale des meilleurs joueurs italiens de hockey sur glace lors des compétitions internationales. L'équipe est sous la tutelle de la Fédération italienne des sports de glace.
La meilleure performance de l'équipe en compétition internationale est une 4e place au championnat du monde en 1953.

## Effectif
| No    | Nom                   | Position       | Club                      |
| ----- | --------------------- | -------------- | ------------------------- |
| +003, | Markus Gander         | Attaquant      | SSI Vipiteno Broncos      |
| +010, | Stefano Giliati       | Attaquant      | Hockey Club Bolzano       |
| +013, | Peter Hochkofler      | Attaquant      | EC Red Bull Salzbourg     |
| +014, | Thomas Galimberti     | Attaquant      | Hockey Club Eppan Pirats  |
| +015, | Enrico Miglioranzi    | Défenseur      | Asiago Hockey 1935        |
| +017, | Lorenzo Casetti       | Défenseur      | Asiago Hockey 1935        |
| +019, | Raphael Andergassen   | Attaquant      | HC Pustertal-Val Pusteria |
| +021, | Daniel Glira          | Défenseur      | HC Pustertal-Val Pusteria |
| +022, | Simon Pitschieler     | Attaquant      | Hockey Club Bolzano       |
| +023, | Stefano Marchetti     | Défenseur      | Asiago Hockey 1935        |
| +024, | Peter Spornberger     | Défenseur      | EHC Freiburg              |
| +026, | Angelo Miceli         | Attaquant      | Hockey Club Bolzano       |
| +029, | Davide Fadani         | Gardien de but | Hockey Club Lugano        |
| +031, | Damian Clara          | Gardien de but | EC Red Bull Salzbourg     |
| +032, | Justin Fazio          | Gardien de but | Hockey Club Bolzano       |
| +037, | Phil Pietroniro       | Défenseur      | Sportivi Ghiaccio Cortina |
| +044, | Gregorio Gios         | Défenseur      | HC Fassa                  |
| +046, | Ivan Deluca           | Attaquant      | Hockey Club Bolzano       |
| +053, | Alex Trivellato       | Défenseur      | VIK Västerås HK           |
| +068, | Sebastiano Soracreppa | Défenseur      | Hockey Club Thurgovie     |
| +081, | Anthony Bardaro       | Attaquant      | Hockey Club Bolzano       |
| +091, | Marco Rosa            | Attaquant      | Asiago Hockey 1935        |
| +092, | Alex Petan - A        | Attaquant      | Fehérvár AV19             |
| +093, | Luca Frigo - A        | Attaquant      | Hockey Club Bolzano       |
| +094, | Daniel Frank - C      | Attaquant      | Hockey Club Bolzano       |
| +095, | Marco Magnabosco      | Attaquant      | Asiago Hockey 1935        |

## Résultats

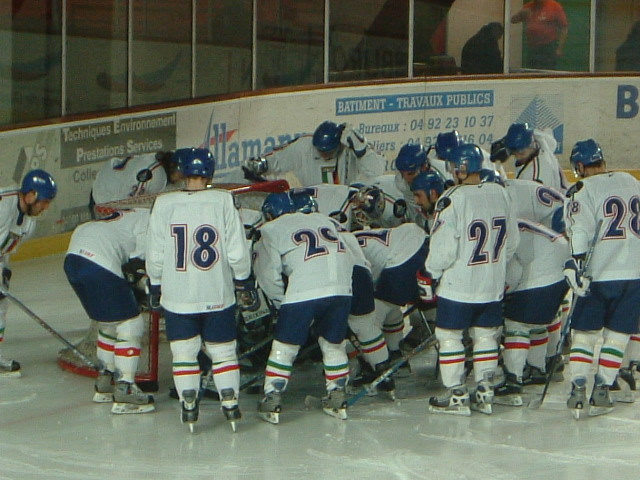
Euro Ice Hockey Challenge en 2003 à Briançon.

### Jeux olympiques
- 1920-1932 - Ne participe pas
- 1936 - 9e ex æquo
- 1948 - 8e
- 1952 - Non qualifié
- 1956 - 7e
- 1960 - Non qualifié
- 1964 - 15e
- 1968-1980 - Non qualifié
- 1984 - 9e
- 1988 - Non qualifié
- 1992 - 12e
- 1994 - 9e
- 1998 - 12e
- 2002 - Non qualifié
- 2006 - 11e
- 2010 - Non qualifié
- 2014 - Non qualifié
- 2018 - Non qualifié
- 2022 - Non qualifié
- 2026 - Qualifié en tant que pays hôte

### Championnats d'Europe
La première participation de l'équipe d'Italie a eu lieu en 1924. Certaines années, le classement du championnat d'Europe est déterminé par un tournoi (Jeux olympiques ou Championnats du monde).
- 1924 - 5e
- 1925 - Ne participe pas
- 1926 - 8e
- 1927-1928 - Ne participe pas
- 1929 - 4e
- 1930 -8e (classement CM)
- 1931 - Ne participe pas
- 1932 - 7e
- 1933 à 1991 : selon classement des Championnats du monde.

### Championnats du monde
Les Jeux olympiques d'hiver tenus entre 1920 et 1968 comptent également comme les championnats du monde . Durant les Jeux Olympiques de 1980, 1984 et 1988 il n'y a pas eu de compétition du tout.
- 1930 : 10e place place ex æquo
- 1931 : Ne participe pas
- 1933 : 11e place
- 1934 : 9e place
- 1935 : 8e place
- 1937 : Ne participe pas
- 1938 : Ne participe pas
- 1939 : 9e place
- 1940-1945 - Seconde guerre mondiale
- 1947-1950 : Ne participe pas
- 1951 : 8e place (1re de la poule B)
- 1952 : 12e place (3e de la poule B)
- 1953 : 4e place (1re de la poule B)
- 1954-1955 : Ne participe pas
- 1956 : 7e place
- 1957-1958 : Ne participe pas
- 1959 : 10e place
- 1960 : Non qualifié aux Jeux Olympiques
- 1961 : 12e place (4e de la poule B)
- 1962-1965 : Ne participe pas
- 1966 : 17e place (1re de la poule C)
- 1967 : 13e place (5e de la poule B)
- 1968 : Non qualifié aux Jeux Olympiques
- 1969 : 14e place (8e de la poule B)
- 1970 : 16e place (2e de la poule B)
- 1971 : 14e place (8e de la poule B)
- 1972 : 15e place (2e de la poule B)
- 1973 : 14e place (8e de la poule B)
- 1974 : 16e place (2e de la poule B)
- 1975 : 13e place (7e de la poule B)
- 1976 : 15e place (7e de la poule B)
- 1977 : 18e place (1re de la poule C)
- 1978 : 15e place (7e de la poule B)
- 1979 : 20e place (2e de la poule B)
- 1981 : 9e place (1re de la poule B)
- 1982 : 7e place
- 1983 : 8e place
- 1985 : 11e place (3e de la poule B)
- 1986 : 10e place (2e de la poule B)
- 1987 : 14e place (6e de la poule B)
- 1989 : 10e place (2e de la poule B)
- 1990 : 10e place (2e de la poule B)
- 1991 : 9e place (1re de la poule B)
- 1992 : 12e place
- 1993 : 8e place
- 1994 : 6e place
- 1995 : 7e place
- 1996 : 7e place
- 1997 : 8e place
- 1998 : 10e place
- 1999 : 13e place
- 2000 : 9e place
- 2001 : 12e place
- 2002 : 15e place
- 2003 : 4e de la Division I, groupe B
- 2004 : 1re de la Division I, groupe A
- 2005 : 18e place
- 2006 : 14e place
- 2007 : 12e place
- 2008 : 16e place
- 2009 : 1er de la Division I, groupe B
- 2010 : 15e place
- 2011 : 1er de la Division I, groupe A
- 2012 : 15e place
- 2013 : 2e de la Division IA)
- 2014 : 16e place
- 2015 : 5e de la Division IA
- 2016 : 2e de la Division IA
- 2017 : 16e place
- 2018 : 2e de la Division IA
- 2019 : 14e place
- 2020 : Annulé en raison du coronavirus
- 2021 : 16e place
- 2022 - 15e place
- 2023 - 3e place de la Division IA
- 2024 - 3e place de la Division IA
- 2025 - 2e place de la Division IA

Note :  Promue ;  Reléguée

## Classement mondial
| Année     | Rang | Points | Progression |
| --------- | ---- | ------ | ----------- |
| 2003      | 17   | 2 585  |             |
| 2004      | 19   | 2 315  | -2          |
| 2005      | 19   | 2 100  | ±0          |
| Mai 2006  | 17   | 2 820  | +2          |
| 2007      | 13   | 2 820  | +4          |
| 2008      | 14   | 2 480  | -1          |
| 2009      | 15   | 2 290  | -1          |
| Fév. 2010 | 15   | 2 860  | ±0          |
| Mai 2010  | 16   | 2 860  | -1          |
| 2011      | 17   | 2 605  | -1          |
| 2012      | 16   | 2 440  | +1          |

| Année     | Rang | Points | Progression |
| --------- | ---- | ------ | ----------- |
| 2013      | 18   | 2 210  | -2          |
| Fév. 2014 | 18   | 2 830  | ±0          |
| Mai 2014  | 18   | 2 860  | ±0          |
| 2015      | 18   | 2 565  | ±0          |
| 2016      | 18   | 2 345  | ±0          |
| 2017      | 18   | 2 180  | ±0          |
| Fev. 2018 | 19   | 2 735  | -1          |
| Mai 2018  | 19   | 2 725  | ±0          |
| 2019      | 16   | 2 620  | +3          |
| 2020      | 15   | 2 480  | +1          |
| 2021      | 17   | 2 280  | -2          |

## Équipe junior moins de 20 ans

### Championnats du monde junior
L'Italie participe au Championnat du monde junior pour la première fois en 1979, deux ans après la première édition. 
- 1979 - 7e place du Groupe B
- 1980 - 6e place du Groupe B
- 1981 - 7e place du Groupe B
- 1982 - 6e place du Groupe B
- 1983 - 8e place du Groupe B
- 1984 - 1re place du Groupe C
- 1985 - 7e place du Groupe B
- 1986 - 7e place du Groupe B
- 1987 - 8e place du Groupe B
- 1988 - 2e place du Groupe C
- 1989 - 2e place du Groupe C
- 1990 - 3e place du Groupe C
- 1991 - 2e place du Groupe C
- 1992 - 1re place du Groupe C
- 1993 - 3e place du Groupe B
- 1994 - 5e place du Groupe B
- 1995 - 8e place du Groupe B
- 1996 - 5e place du Groupe B
- 1997 - 8e place du Groupe B
- 1998 - 2e place du Groupe C
- 1999 - 1re place du Groupe C
- 2000 - 6e place du Groupe B
- 2001 - 7e place de Division I, Groupe B
- 2002 - 3e place de Division I, Groupe B
- 2003 - 5e place de Division I, Groupe B
- 2004 - 4e place de Division I, Groupe B
- 2005 - 5e place de Division I, Groupe A
- 2006 - 3e place de Division I, Groupe B
- 2007 - 6e place de Division I, Groupe B
- 2008 - 1re place de Division II, Groupe A
- 2009 - 4e place de Division I, Groupe B
- 2010 - 3e place de Division I, Groupe B
- 2011 - 4e place de Division I, Groupe A
- 2012 - 3e place de Division IB
- 2013 - 3e place de Division IB
- 2014 - 1re place de Division IB
- 2015 - 4e place de Division IA
- 2016 - 6e place de Division IA
- 2017 - 4e place de Division IB
- 2018 - 5e place de Division IB
- 2019 - 4e place de Division IB
- 2020 - 6e place de Division IB
- 2021 - Annulé en raison du coronavirus
- 2022 - 1re place de Division IIA
- 2023 - 3e place de Division IB
- 2024 - 3e place de Division IB
- 2025 - 3e place de Division IB

## Équipe des moins de 18 ans

### Championnats du monde moins de 18 ans
L'équipe des moins de 18 ans participe dès la première édition.
- 1999 - 5e place du groupe B
- 2000 - 5e place
- 2001 - 6e place de Division I
- 2002 - 5e place de Division I
- 2003 - 3e place de Division I, groupe B
- 2004 - 3e place de Division I, groupe B
- 2005 - 6e place de Division I, groupe B
- 2006 - 1re place de Division II, groupe A
- 2007 - 4e place de Division I, groupe A
- 2008 - 4e place de Division I, groupe B
- 2009 - 6e place de Division I, groupe B
- 2010 - 1re place de Division 2, groupe A
- 2011 - 2e place de Division I, groupe A
- 2012 - 3e place de Division I, groupe A
- 2013 - 3e place de Division IA
- 2014 - 6e place de Division IA
- 2015 - 5e place de Division IB
- 2016 - 5e place de Division IB
- 2017 - 4e place de Division IB
- 2018 - 5e place de Division IB
- 2019 - 4e place de Division IB
- 2020 - Annulé en raison du coronavirus
- 2021 - Annulé en raison du coronavirus
- 2022 - 3e place de Division IB
- 2023 - 3e place de Division IB
- 2024 - 6e place de Division IB
- 2025 - 1re place de Division IIA